# Пиерия (горы)
Пие́рия (греч. Πιέρια) — горы в Греции. Расположены к северу от Олимпа и Камвунии, в периферийных единицах Иматии и Пиерии в периферии Центральной Македонии и в периферийной единице Козани в периферии Западной Македонии. Западнее течёт Альякмон и находятся горы Вермион. Самый высокий пик — Фламбуро (Φλάμπουρο) высотой 2190 метров, в древности известный как Пиерий (др.-греч. Πιέριον ή Πίερος). Горы покрыты сосновым лесом и имеют множество источников, впадающих в Альякмон и залив Термаикос. Пиерия и Олимп образуют теснину Петры, через которую проходит национальная дорога 13 Эласон — Катерини.
В древнегреческой мифологии на Пиерии обитали пиериды (Πιερίδες) — 9 дочерей Пиера и Эвипи (Ευίππη). Проиграли в состязании с аонидами, геликонскими музами и были обращены в птиц. Согласно Страбону в Пиерии и около Олимпа жили пиеры (пиерийцы, Πιέριοι ή Πιεριώτες), фракийское племя.